# Zdeněk Nehoda
Zdeněk Nehoda (ur. 9 maja 1952 w Hulínie) – czeski piłkarz, który występował na pozycji napastnika. W latach 1971–1987 reprezentant Czechosłowacji. 

## Kariera klubowa
Nehoda pochodzi z Hulína. Piłkarską karierę rozpoczynał w miejscowym klubie Spartak Hulín. W 1967 roku przeszedł do TJ Gottwaldov, w 1969 roku zadebiutował w jego barwach w pierwszej lidze Czechosłowacji w wieku 17 lat. W 1970 roku wywalczył z tym klubem Puchar Czechosłowacji oraz wspólnie z Jozefem Adamcem został królem strzelców ligi z 16 golami na koncie. Rok później zmienił barwy klubowe na Duklę Praga. Tu stał się podstawowym graczem drużyny, a z czasem jedną z gwiazd zespołu. W 1977 roku wywalczył swoje pierwsze mistrzostwo Czechosłowacji, a 2 lata później drugie i wtedy też został drugi raz w karierze najlepszym strzelcem ligi (17 goli). W 1981 roku zdobył swój drugi puchar Czechosłowacji, w 1982 swoje trzecie mistrzostwo z Duklą. W lidze czechosłowackiej rozegrał łącznie 345 meczów i zdobył 145 goli, co czyni go jednym z najskuteczniejszych zawodników wszech czasów.
W 1983 roku Nehoda przeszedł do niemieckiego zespołu SV Darmstadt 98. Pierwszy sezon w 2. Bundeslidze rozgrywał jako pomocnik, a rundę jesienną 1983/1984 już w ataku. Przez półotora roku pobytu w Niemczech Nehoda rozegrał 32 mecze i strzelił 14 goli. W styczniu 1984 wyjechał do belgijskiego Standardu Liège. Tam jednak zupełnie się nie sprawdził i rozegrał ledwie 3 mecze ligowe. Następnie w latach 1984–1986 występował we francuskim FC Grenoble w rozgrywkach Ligue 2. Był tam jednym z najlepszych strzelców zespołu, ale nie osiągnął żadnych sukcesów. W 1986 roku wyjechał do austriackiego amatorskiego klubu SC Amaliendorf, w którym do 1993 roku był grającym trenerem.

## Kariera reprezentacyjna
W reprezentacji Czechosłowacji Nehoda występował w latach 1971–1987. Zagrał w niej w 91 meczach, najwięcej w historii i zdobył 31 bramek.
Swoją pierwszą poważną imprezę zaliczył w 1976 roku, gdy znalazł się w kadrze na Mistrzostwa Europy w Jugosławii. Zagrał tam w 4 meczach i był podstawowym zawodnikiem, a w 114. minucie półfinałowego spotkania z Holandią zdobył gola na 2:1, a Czechosłowacja ostatecznie wygrała 3:1. Wystąpił też w finale z RFN i w serii rzutów karnych skutecznie wykonał swoją „jedenastkę”, a Czechosłowacja wygrała ten mecz i została mistrzem Europy.
4 lata później Nehoda wystąpił w Mistrzostwach Europy we Włoszech. Tam zagrał w 3 grupowych meczach oraz meczu o 3. miejsce. Zdobył też 2 gole – w wygranym 3:1 z Grecją oraz zremisowanym 1:1 z Holandią. W meczu o 3. miejsce skutecznie wykorzystał rzut karny w serii rzutów karnych i z imprezy tej przywiózł brązowy medal.
W 1982 roku Nehoda był członkiem kadry na Mistrzostwa Świata w Hiszpanii. Tam wystąpił we wszystkich 3 grupowych meczach: z Kuwejtem (1:1), z Anglią (0:2) oraz Francją (1:1). Na tej imprezie gola nie zdobył, a Czechosłowacja nie wyszła z grupy.

## Agent piłkarski
W 1991 roku Nehoda został menedżerem Dukli Praga, a w 1995 w Unionie Cheb. W tym samym roku założył spółkę NEHODA-FOTBAL s.r.o. i został piłkarskim agentem. Z jego usług menedżerskich korzystają między innymi Pavel Nedvěd oraz Tomáš Řepka.

## Sukcesy
- Mistrzostwo Czechosłowacji: 1977, 1979, 1982 z Duklą
- Puchar Czechosłowacji: 1970 z TJ Gottwaldov, 1981 z Duklą
- Król strzelców ligi Czechosłowacji: 1971, 1979
- Mistrzostwo Europy: 1976
- 3. miejsce ME: 1980
- Udział w MŚ: 1982